# Nučča
La Nučča è un fiume della Russia siberiana nordorientale, affluente di destra del Čondon.
Nasce dai rilievi dei monti Kjun-Tas, a ovest delle Alture Polousnyj, scorrendo per la maggior parte del percorso nel bassopiano della Jana e dell'Indigirka in un bacino ricco di laghi (circa 1.300); il principale affluente è il fiume Buručan (74 km), proveniente dalla destra idrografica.
Il fiume è gelato, mediamente, dai primi di ottobre ai primi di giugno.